# 織田信味
織田 信味（おだ のぶたけ）は、江戸時代後期の旗本。通称は数馬、式部、主殿。

## 生涯
高家旗本・織田信之の長男として誕生した。生母は木下利潔の娘。幼名は万吉。
天明8年（1788年）12月15日、11代将軍・徳川家斉に御目見する。文化2年（1805年）11月24日、信之の隠居により家督を相続する。高家職に就任することなく、俗にいう表高家衆として過ごした。文政6年（1823年）12月10日、隠居して養子の信存に家督を譲る。以後、亀楽斎と号する。
天保10年（1839年）11月8日、死去。享年76。

## 系譜
子女はいない。
- 父：織田信之
- 母：木下利潔の娘
- 正室：本多助盈の四女
- 養子
  - 男子：織田信存 - 丹波柏原藩主織田信憑（信味の叔父）の次男。